# Phryganistria grandis
Phryganistria grandis är en insektsart som beskrevs av Rehn, J.A.G. 1906. Phryganistria grandis ingår i släktet Phryganistria och familjen Phasmatidae. Inga underarter finns listade i Catalogue of Life.